# William Barber (hockey sur glace)
Pour les articles homonymes, voir Barber.
Temple de la renommée : 1990
William Charles Barber, dit Bill, (né le 11 juillet 1952 à Callander en Ontario au Canada) est un joueur de hockey sur glace professionnel qui joua au poste d'avant dans la Ligue nationale de hockey pour les Flyers de Philadelphie. Faisant partie de la célèbre Ligne LCB avec Reggie Leach et Bobby Clarke, Barber aide les Flyers à remporter deux fois la Coupe Stanley en 1974 et 1975.

## Biographie
Il est repêché par les Flyers en 7e position au premier tour du repêchage amateur de la LNH 1972. À sa première campagne dans la LNH, en 1972-1973, il marque néanmoins 30 buts et 34 passes et est l'un des prétendent au trophée Calder.
L'entraîneur des Flyers Fred Shero le convertit en ailier gauche. Il marque au moins 20 buts à chacune de ses saisons dans la ligue. Sa meilleure est la saison 1975-1976, alors que la LCB totalise 141 buts. Au cours des campagnes victorieuses de 1974 et 1975, Barber aide  les Flyers à remporter la coupe Stanley en marquant 6 buts à chaque fois, pour des totaux de 15 et 13 points respectivement. En plus de ses aptitudes de marqueur, Barber est un joueur polyvalent autant capable de fabriquer des jeux que de décocher des tirs de qualité, sachant également briller parfois en défensive.
Il marque notamment un but au cours de la Coupe Canada 1976 qui permet à l'équipe du Canada d'égaliser et de forcer la prolongation où les Canadiens s'imposent ensuite.
Il prend sa retraite au terme de la saison 1983-1984 de la LNH à cause de sa blessure au genou subie en 1976-1977 qui ne cesse de se dégrader.
Les Flyers retirent son numéro 7 le 6 mars 1986. Il est admis au Temple de la renommée du hockey en 1990. Il devient entraîneur-chef des Flyers 10 ans plus tard, remportant le trophée Jack-Adams en 2001. Il quitte cependant son poste en avril 2002. Il avait auparavant conduit les Phantoms de Philadelphie à leur premier championnat de la Coupe Calder en 1998. Il passe dans l'organisation du Lightning de Tampa Bay avant de revenir en tant que dépisteur pour les Flyers à partir d'octobre 2008.

## Statistiques
| Saison     | Équipe                 | Ligue      |     | Saison régulière | Saison régulière | Saison régulière | Saison régulière | Saison régulière |    | Séries éliminatoires | Séries éliminatoires | Séries éliminatoires | Séries éliminatoires | Séries éliminatoires |
| Saison     | Équipe                 | Ligue      | PJ  | B                | A                | Pts              | Pun              | PJ               | B  | A                    | Pts                  | Pun                  |                      |                      |
| 1969-1970  | Rangers de Kitchener   | OHA        | 54  | 37               | 49               | 86               | 42               |                  |    |                      |                      |                      |                      |                      |
| 1970-1971  | Rangers de Kitchener   | OHA        | 61  | 46               | 59               | 105              | 129              |                  |    |                      |                      |                      |                      |                      |
| 1971-1972  | Rangers de Kitchener   | OHA        | 62  | 44               | 63               | 107              | 89               |                  |    |                      |                      |                      |                      |                      |
| 1972-1973  | Robins de Richmond     | LAH        | 11  | 9                | 5                | 14               | 4                | 2                | 0  | 0                    | 0                    | 2                    |                      |                      |
| 1972-1973  | Flyers de Philadelphie | LNH        | 69  | 30               | 34               | 64               | 46               | 11               | 3  | 2                    | 5                    | 22                   |                      |                      |
| 1973-1974  | Flyers de Philadelphie | LNH        | 75  | 34               | 35               | 69               | 54               | 17               | 3  | 6                    | 9                    | 18                   |                      |                      |
| 1974-1975  | Flyers de Philadelphie | LNH        | 79  | 34               | 37               | 71               | 66               | 17               | 6  | 9                    | 15                   | 8                    |                      |                      |
| 1975-1976  | Flyers de Philadelphie | LNH        | 80  | 50               | 62               | 112              | 104              | 16               | 6  | 7                    | 13                   | 18                   |                      |                      |
| 1976-1977  | Flyers de Philadelphie | LNH        | 73  | 20               | 35               | 55               | 62               | 10               | 1  | 4                    | 5                    | 2                    |                      |                      |
| 1977-1978  | Flyers de Philadelphie | LNH        | 80  | 41               | 31               | 72               | 34               | 12               | 6  | 3                    | 9                    | 2                    |                      |                      |
| 1978-1979  | Flyers de Philadelphie | LNH        | 79  | 34               | 46               | 80               | 22               | 8                | 3  | 4                    | 7                    | 10                   |                      |                      |
| 1979-1980  | Flyers de Philadelphie | LNH        | 79  | 40               | 32               | 72               | 17               | 19               | 12 | 9                    | 21                   | 23                   |                      |                      |
| 1980-1981  | Flyers de Philadelphie | LNH        | 80  | 43               | 42               | 85               | 69               | 12               | 11 | 5                    | 16                   | 0                    |                      |                      |
| 1981-1982  | Flyers de Philadelphie | LNH        | 80  | 45               | 44               | 89               | 85               | 4                | 1  | 5                    | 6                    | 4                    |                      |                      |
| 1982-1983  | Flyers de Philadelphie | LNH        | 66  | 27               | 33               | 60               | 28               | 3                | 1  | 1                    | 2                    | 2                    |                      |                      |
| 1983-1984  | Flyers de Philadelphie | LNH        | 63  | 22               | 32               | 54               | 36               | --               | -- | --                   | --                   | --                   |                      |                      |
| Totaux LNH | Totaux LNH             | Totaux LNH | 903 | 420              | 463              | 883              | 623              | 129              | 53 | 55                   | 108                  | 109                  |                      |                      |